# Madame Curie (film)
Madame Curie is een film uit 1943 onder regie van Mervyn LeRoy. De film is gebaseerd op het gelijknamige boek van Ève Curie en het leven van Marie Curie. Greer Garson en Walter Pidgeon spelen de hoofdrollen. De film werd genomineerd voor zeven Oscars, maar won er geen.

## Verhaal
Marie Sklodowska is een arme, maar idealistische studente die studeert in Parijs. Ze besteedt geen aandacht aan haar gezondheid en stort om die reden op een dag tijdens een college in. Haar leraar Prof. Perot heeft medelijden met het eenzame meisje en nodigt haar uit voor een soiree die zijn vrouw heeft georganiseerd.
Onder de gasten bevindt zich de natuurkundige Pierre Curie. Hij is een extreem verlegen en afwezige man die zijn leven compleet wijdt aan zijn werk. Hij geeft Marie toestemming te werken in zijn laboratorium en ontdekt hier dat ze getalenteerd is. Curie vindt het echter verschrikkelijk dat Marie na haar studie terug naar Polen wil om les te geven op een school. Als hij haar meeneemt naar een bezoek aan zijn familie, realiseren ze zich dat ze van elkaar houden. Een huwelijksaanzoek volgt al snel.
Marie is gefascineerd door een college dat ze heeft gevolgd over een uraniniet-steen die in staat is om kleine foto's te maken. Ze besluit hiervan haar onderwerp te maken voor haar doctoraal. Ze bestudeert de twee bekende elementen in de steen, maar constateert dat er iets niet klopt en er nog een derde is. Ondertussen ontdekt ze dat ze zwanger is.
Haar universiteit weigert haar financieel bij te staan om verdere onderzoeken te doen naar de steen, wegens gebrek aan bewijs. Wel geven ze haar toestemming om een klein huisje te gebruiken om verder te kunnen experimenteren. Na toevallige omstandigheden komt Marie met een nieuwe methode en wordt wereldberoemd.
Marie ontvangt een Nobelprijs en gaat hierna met Pierre op vakantie. Pierre wordt op een dag aangereden en komt om het leven. Marie draait bijna door, maar wordt gesteund door Prof. Perot. Op dat moment herinnert ze zich een uitspraak van Pierre, die zei dat als een van hen zal sterven, de ander door moet gaan.

## Rolverdeling
| Acteur            | Personage                     |
| ----------------- | ----------------------------- |
| Greer Garson      | Marie Curie                   |
| Walter Pidgeon    | Pierre Curie                  |
| Henry Travers     | Eugène Curie                  |
| Albert Bassermann | Prof. Jean Perot              |
| Robert Walker     | David Le Gros                 |
| C. Aubrey Smith   | Lord Kelvin                   |
| Dame May Whitty   | Madame Eugène Curie           |
| Victor Francen    | president van de universiteit |
| Elsa Basserman    | Madame Perot                  |
| Van Johnson       | verslaggever                  |
| Margaret O'Brien  | Irène Curie (5 jaar)          |
| James Hilton      | verteller                     |

## Oscars
De film werd genomineerd voor de volgende zeven Oscars (maar won er geen):
- Oscar voor Beste Film - Genomineerd
- Oscar voor Beste Acteur (Walter Pidgeon)
- Oscar voor Beste Actrice (Greer Garson)
- Oscar voor Beste Camerawerk (Joseph Ruttenberg)
- Oscar voor Beste Muziek (Herbert Stothart)
- Oscar voor Beste Geluid (Douglas Shearer)
- Oscar voor Beste Decors (Cedric Gibbons, Paul Groesse, Edwin B. Willis en Hugh Hunt)